# Ällitälli
Allitälli va ser un programa d'entreteniment d'esquetxs creat per Yleisradio el 1971, protagonitzat per Heikki Kinnunen i Leo Lastumäki. Després van continuar cooperant en diversos espectacles fins al 1976. Originalment el programa fou dissenyar per ser un musical que Kinnunen co-presentaria amb Lasse Mårtenson, però la idea fou abandonada perquè Mårtenson era més músic que no pas actor. Lastumäki, que s'havia donat a conèixer a la sèrie Ilkamat, va ser el segon intèrpret. Altres actors del programa Pirjo Viitanen i Olavi Ahonen, així com un cantant convidat a cada episodi. Es van representar un total de 16 episodis, dels quals 13 foren en blanc i negre i tres en color.
El programa fou dirigit i produït per Pertti Reponen i Vesa Tālio. Els guionistes foren Kari Kyrönseppä (pseudònim d'Erkki Tolkku), Raimo Meltti i el muntatgista Jouni Lompolo (pseudònim de Laina Pultti). Un dels inspiradors del programa va ser la sèrie britànica Broaden Your Mind (1968-1969). Una versió internacional del desè episodi del programa va guanyar la rosa de bronze a la Rose d'Or de Montreux (Suïssa)  el 1972. El músic convidat en aquest episodi va ser M. A. Numminen, qui va interpretar l'ària de Giuseppe Verdi La donna è mobile. Després del premi a Montreux, el programa també es va vendre a l'estranger.